# 狄龙
狄龍（英語：Tik Lung / Tommy Tam，1946年8月19日—），原名譚富榮，香港男演員，曾獲得香港電影金像獎最佳男配角以及金馬獎最佳男主角獎。

## 生平
狄龍於1968年考入邵氏公司的南國演員訓練班（與韓國材、白彪、楊澤霖、陳觀泰、鄧光榮以及高雄等人為同學）。翌年《死角》一片徵選主角，導演張徹從十個新人試鏡中首選了狄龍。在之后的几年中，狄龍主要与导演张彻合作，更是張徹認為在眾多選角中，與姜大衛扮演「雙角」最成功的搭檔。張徹認為，以京戲武生來比喻，姜大衛是「短打」，狄龍是「長靠」；一叛逆，一正派；一活一穩，可謂相得益彰。因此，狄龍在張徹導演影片《保鏢》(1969)、《報仇》(1970)、《十三太保》(1970)、《新獨臂刀》(1971)與姜大衛搭檔演出。从1976年起，狄龍开始了与导演楚原的合作，出演多部由古龙武侠小说改编的电影，如《楚留香》、《蝙蝠傳奇》、《天涯明月刀》、《多情劍客無情劍》等。他也是主演楚原影片最多的男星。此外，狄龙与孙仲、唐佳等导演都有合作。狄龍不僅在造型上神肖形似，因從小就學有詠春拳，武打招式也豐富多采。因此，狄龍主演的電影在台灣、東南亞風靡一時，他的演技也聲譽遐邇。
1975年，狄龍在李翰祥导演的电影《倾国倾城》以及随后的《瀛台泣血》中出演光绪皇帝，一改往日武打小生的戏路，生动地演绎了性格软弱、内心充满矛盾的光绪皇帝。而他在两片中的精彩演出也得到了专业人士和广大观众的普遍赞赏。1973年，他因在《刺馬》一片中扮演反派人物馬新貽，獲得第11屆金馬獎的「優秀演技特別獎」，同時獲得第19屆亞洲影展的「表現突出性格」的男演員獎。此後，他還因主演《冷血十三鷹》（1979）獲得25屆亞洲影展的演技最突出的男主角獎。他以出色的表演奠定影壇武俠紅星的地位，多次獲得香港十大男星的金球獎。
1985年六月，狄龍被衰落的邵氏公司解雇，從第一部《死角》到最後一部《貨櫃小子》，18年來，共拍片80多部，還導演了《後生》與《電單車》二部電影。是武俠片與功夫片相當重要的演員。1986年，他凭《英雄本色》中的宋子豪一角获得第23届台湾电影金马奖最佳男主角，是他离开邵氏之后最重要的一部电影。之后他继续活跃在电影圈，角色也更加多元化，并在2000年凭《流星语》中的警官龙Sir一角获得第19届香港电影金像奖最佳男配角。他也曾出演一些电视剧。1995年他獲香港無綫邀請拍攝《包青天》飾演包拯，但因化妝造型問題跟無綫起了爭執，之後再沒跟無綫合作，而該劇收視也平平。在2011年，狄龙再次在电视剧《秦香莲》飾演包拯。
2015年，狄龍凭着《我来自纽约》中饰演林春根（根叔）一角，在第7届澳门电影节中获得最佳男主角奖项。2018年，他在《我來自紐約2：當我們在一起》回归饰演失智的林春根。

## 個人
- 狄龙这艺名源于当时著名法国影星阿倫狄龍。
- 著名經理人林珊珊是他的娚女，其兩位弟弟林海峰、林曉峰是他的甥子。
- 1975年3月23日與同是演員的陶敏明結婚，1980年7月30日誕下兒子譚俊彥。

## 演出作品

### 電影
| 年代   | 片名                      | 角色                 | 合作演員 / 備註 |
| 1969年 | 獨臂刀王                  | 陸洪                 | 王羽、焦姣、林嘉、鄭雷 ∗處男作，客串（「譚榮」名義）                                                                         |
| 1969年 | 死角                      | 張純                 | 李菁、姜大衛 ∗首次擔任男主角                                                                                                 |
| 1969年 | 保鏢                      | 向定                 | 姜大衛、李菁、井淼、谷峰、陳星                                                                                               |
| 1970年 | 鷹王                      | 展飛                 | 李菁、井淼、張佩山、陳星 |
| 1970年 | 報仇                      | 關玉樓（客串）       | 姜大衛、汪萍 |
| 1970年 | 小煞星                    |                      | 姜大衛、汪萍 |
| 1970年 | 十三太保                  |                      | 姜大衛、谷峰 |
| 1971年 | 新獨臂刀                  | 封俊傑               | 谷峰、姜大衛、李菁 |
| 1971年 | 拳擊                      | 范汶烈               | 谷峰、姜大衛 |
| 1971年 | 無名英雄                  | 鐵虎                 | 姜大衛、井莉 |
| 1971年 | 雙俠                      | 鮑廷天               | 姜大衛 |
| 1971年 | 大決鬥                    | 唐人傑               | 姜大衛、汪萍、虞慧 |
| 1972年 | 快活林                    | 武松                 | 朱牧、田青、於楓、姜南、江玲、王光裕、劉家榮、白璐、王清河、沈勞、藍偉烈、蘆葦、郭竹卿、鮑嘉文、李文泰、李敏郎、何剛、王撼塵 |
| 1972年 | 年輕人                    | 林達                 | 姜大衛、陳觀泰 |
| 1972年 | 惡客                      | 汶烈                 | 姜大衛 |
| 1972年 | 群英會                    | 徐世英               | 姜大衛、岳華、羅烈、何莉莉、施思                                                                                             |
| 1972年 | 四騎士                    | 馮俠                 | 姜大衛、陳觀泰、王鍾、倉田保昭、金霏                                                                                         |
| 1972年 | 水滸傳                    | 武松                 | 姜大衛、岳華、何莉莉、金鋒、谷峰、丹波哲郎、張揚、陳觀泰、佟林                                                               |
| 1973年 | 刺馬                      | 馬新貽               | 姜大衛、陳觀泰 ∗金馬獎『最優秀演技特別獎』 亞洲影展『表現突出性格男演員獎』                                                  |
| 1973年 | 大海盜                    | 張保仔               | 姜大衛、於楓、田青 |
| 1973年 | 叛逆                      | 凌昭                 | 姜大衛 |
| 1974年 | 五虎將                    | 方逸飛               | 姜大衛、李修賢、王鍾 |
| 1974年 | 吸毒者                    | 關正群               | 秦沛、王鍾 |
| 1974年 | 奪命刺客                  | Tai Pah              | |
| 1974年 | 少林五祖                  | 蔡德忠               | 戚冠軍、姜大衛、孟飛、傅聲                                                                                                   |
| 1974年 | 小孩與狗                  |                      | 金漢 |
| 1974年 | 電單車                    | 宋達                 | ∗導演作品 |
| 1975年 | 傾國傾城                  | 光緒皇帝             | 盧燕、蕭瑤、凌波 |
| 1975年 | 蕩寇志                    | 武松                 | 岳華、姜大衛 |
| 1975年 | 嬉笑怒罵                  |                      | |
| 1975年 | 後生                      | 陳根來               | 姜大衛、林靜 ∗自編、自導、自演作品                                                                                           |
| 1975年 | 降頭                      | 許諾                 | 岳華、恬妮、李麗麗、羅烈、谷峰                                                                                               |
| 1975年 | 神打                      | 義和團成員（客串）   | 汪禹、史仲田、田青、陳觀泰                                                                                                   |
| 1976年 | 八道樓子                  | 吳超徵               | 姜大衛、陳觀泰、戚冠軍、傅聲                                                                                                 |
| 1976年 | 瀛台泣血                  | 光緒皇帝             | 盧燕、凌波、岳華 |
| 1976年 | 少林寺                    | 蔡德忠               | 戚冠軍、吳棟材、姜大衛、傅聲、劉永、岳華                                                                                     |
| 1976年 | 勾魂降頭                  |                      | |
| 1976年 | 天涯‧明月‧刀              | 傅紅雪               | 羅烈、井莉 |
| 1976年 | 蛇王子                    | 巨蟒（蛇王子）       | 林珍奇、汪禹 |
| 1977年 | 楚留香                    | 楚留香               | 岳華、貝蒂、苗可秀、凌雲 |
| 1977年 | 白玉老虎                  | 趙無忌               | 岳華、施思、爾冬陞、羅烈 |
| 1977年 | 海軍突擊隊                | 梁關欽               | 姜大衛、戚冠軍、施思 |
| 1977年 | 多情劍客無情劍            | 李尋歡               | 爾冬陞、岳華、余安安、井莉                                                                                                   |
| 1977年 | 三少爺的劍                | 傅紅雪               | 爾冬陞、余安安、凌雲、谷峰、陳萍                                                                                             |
| 1977年 | 射鵰英雄傳                | 段智興               | 傅聲、恬妞、惠英紅、谷峰、李修賢                                                                                             |
| 1977年 | 明月刀雪夜殲仇            | 傅紅雪               | 劉永、羅烈、爾冬陞、施思、陳萍                                                                                               |
| 1978年 | 殺絕                      | 劇中無透露名字       | 林珍奇、徐少強、谷峰、王傑                                                                                                   |
| 1978年 | 蕭十一郎                  | 蕭十一郎             | 井莉、井淼、李麗麗、劉永、文雪兒                                                                                             |
| 1978年 | 蝙蝠傳奇                  | 楚留香               | 爾冬陞、岳華、余安安、凌雲、井莉、劉永、徐少強                                                                               |
| 1978年 | 清宮大刺殺                | 馬騰                 | 谷峰、王鍾、施思、羅烈 |
| 1979年 | 冷血十三鷹                | 戚明星               | 谷峰、傅聲、孫仲 ∗亞洲影展『演技最突出男主角獎』                                                                             |
| 1979年 | 廣東十虎與後五虎          | 黎仁超               | 傅聲、錢小豪、谷峰、王龍威                                                                                                   |
| 1979年 | 教頭                      | 王陽                 | 汪禹、谷峰、趙雅芝、汪明荃                                                                                                   |
| 1979年 | 風流斷劍小小刀            | 段長青               | 傅聲、谷峰、施思、李麗麗 |
| 1980年 | 金劍殘骨令                | 仇獨/仇恕            | |
| 1980年 | 少林英雄（俠骨英雄傳）    | 高飛揚               | 午馬、王鐘、施思 |
| 1980年 | 插翅難飛                  | 鄧彪                 | 白彪、井莉、劉永、陳曼娜、艾飛、顧冠忠、王戎、黃薇薇、屠龍、惠天賜、陸劒明、元彬、井淼、楊志卿、強漢、沈勞、姜南、吳杭生     |
| 1981年 | 書劍恩仇錄                | 陳家洛               | 白彪、王戎、觀峰、羅烈、鄭則仕、陳琪琪、秦煌                                                                                 |
| 1981年 | 魔劍俠情                  | 李尋歡               | 爾冬陞、傅聲、谷峰、井莉 |
| 1981年 | 射鵰英雄傳第三集          | 段智興               | 傅聲、妞妞、井莉、楊雄 |
| 1981年 | 辛亥雙十                  | 鄧玉麟               | 柯俊雄、林鳳嬌、陳觀泰、爾冬陞、劉德凱、王玨、王道                                                                           |
| 1981年 | 荒漠英雄傳                |                      | 張玲、袁祥仁 |
| 1981年 | 術士神傳                  | 戚繼光               | 郭追、鹿峰、江生、倉田保昭                                                                                                   |
| 1981年 | 功夫皇帝                  | 雍正皇帝             | 施思、陳星、譚道良 |
| 1982年 | 武松                      | 武松                 | 谷峰、汪萍、劉永、王萊 |
| 1982年 | 大旗英雄傳                | 鐵中棠               | 羅莽、陳思佳、廖麗玲 |
| 1982年 | 獵魔者                    | 羅力                 | 余安安、羅烈、汪禹、陳惠敏                                                                                                   |
| 1982年 | 楚留香之幽靈山莊          | 楚留香               | 鄧偉豪、羅烈、戴良純 |
| 1983年 | 少林傳人                  | 道行 (大太子)        | 爾冬陞、白彪 |
| 1983年 | 大俠沈勝衣                | 沈勝衣               | 井莉、關海山 |
| 1984年 | 洪拳大師                  | 梁坤（鐵橋三）       | 陳觀泰、劉雪華、麥德羅 |
| 1984年 | 魔殿屠龍                  | 鐵真                 | 爾冬陞、萬梓良、鍾楚紅 |
| 1984年 | 上海灘十三太保            | 教頭                 | 王羽、姜大衛、陳觀泰、劉德華、李修賢                                                                                         |
| 1984年 | 擂台                      |                      | 鹿峰 |
| 1984年 | 拳擊小子                  |                      | |
| 1984年 | 奸人鬼                    |                      | 石堅、蕭芳芳 |
| 1985年 | 教頭發威                  | 童鐵錚               | 陳惠敏、胡慧中、汪禹、谷峰                                                                                                   |
| 1986年 | 金門炮戰                  | 吉星文將軍           | 柯俊雄、秦祥林、吳漢、方芳芳、黎昌意、焦恩俊、黃仲崑                                                                         |
| 1986年 | 英雄本色                  | 宋子豪               | 周潤發、張國榮、李子雄、曾江 ∗第二十三屆台灣金馬獎最佳男主角獎                                                               |
| 1986年 | 英雄正傳                  | 何龍                 | 黃百鳴、林青霞、王俠 |
| 1987年 | 衛斯理傳奇                | 白奇偉               | 許冠傑、王祖賢 |
| 1987年 | 人民英雄                  | 古向陽               | 梁朝偉、梁家輝、秦沛、林保怡、金燕玲                                                                                         |
| 1987年 | 梅珍                      |                      | |
| 1987年 | 英雄本色II                | 宋子豪               | 周潤發、張國榮、石天、曾江                                                                                                   |
| 1988年 | 老虎出更                  |                      | 周潤發、李元霸、高飛、利智                                                                                                   |
| 1988年 | 法中情                    | 龍約翰               | 萬梓良、林俊賢、劉美君、王祖賢、鄭裕玲                                                                                       |
| 1988年 | 又見冤家                  |                      | |
| 1988年 | 義膽紅唇                  | 周強                 | 周潤發、徐少強、恬妞 |
| 1989年 | 老虎出監                  | 烙培                 | 鄭則仕、吳耀漢、呂琇菱、羅青浩、陳卓欣、林聰、吳回                                                                           |
| 1990年 | 邊緣歲月                  | 一鳴                 | 鄭文雅、袁潔瑩、羅烈 |
| 1991年 | 豪門夜宴                  |                      | 劉德華、黎明、張學友、曾志偉、關芝琳、王祖賢、周星馳、徐克                                                                   |
| 1993年 | 邊城浪子                  | 傅紅雪               | 王路遙、袁詠儀、袁枚、陳勳奇、袁潔瑩、許還山、羅嘉良、馮克安、陳玉蓮、張智霖                                                 |
| 1993年 | 赤腳小子                  | 段青龍（段南）       | 張曼玉、曾江、吳倩蓮、秦沛、郭富城                                                                                           |
| 1993年 | 廉政第一擊                | 王一沖               | 張曼玉、任達華、李子雄、劉錫明、許志安                                                                                       |
| 1993年 | 一刀傾城                  | 譚嗣同               | 關芝琳、劉洵、鄒兆龍、楊凡、楊麗青、趙長軍                                                                                   |
| 1994年 | 醉拳II                    | 黃麒英               | 成龍、梅艷芳、劉家良、錢嘉樂                                                                                                 |
| 1999年 | 流星語                    | 龍Sir                | 張國榮、琦琦、吳家麗 ∗第十九屆香港電影金像獎最佳男配角                                                                       |
| 2000年 | 情陷百樂門                | 神爺                 | 黃百鳴、蔡少芬、雷宇揚 |
| 2000年 | 救薑刑警                  | 劉Sir                | 吳鎮宇、張家輝、車婉婉、潘源良                                                                                               |
| 2000年 | 街女                      | 反黑組沙展           | 伍詠薇、姚樂怡、洛敏 |
| 2001年 | 疊影殺機                  | 封家維               | 陳芷菁、何華超、劉以達 |
| 2002年 | 慳錢家族                  |                      | 陳奕迅、楊千嬅、鄭裕玲、曾志偉                                                                                               |
| 2003年 | 灰色驚爆                  |                      | |
| 2003年 | 少年阿虎                  | 龍哥                 | 譚俊彥、吳建豪、金賢珠、安志傑、黃又南                                                                                       |
| 2005年 | 茶舞                      |                      | 吳鎮宇、徐若瑄 |
| 2005年 | 天地孩兒                  | 鍾國龍(龍哥)         | 米雪、劉松仁、商天娥、陳鍵鋒、蘇玉華、高皓正、原子鏸、譚俊彥、快必、黎劍星、楊羚、張同祖                                     |
| 2006年 | 我的老婆是大佬3           | 會長                 | 舒淇、盧惠光、石修、李凡秀、趙熙奉、崔民秀、吳智昊、玄英、李基容                                                             |
| 2006年 | 天行者                    | 楚雄                 | 鄭伊健、馮德倫、方中信、張智霖、吳廷燁                                                                                       |
| 2008年 | 三國之見龍卸甲            | 關羽                 | 洪金寶、岳華、劉德華、Maggie Q                                                                                               |
| 2008年 | 一個好爸爸                | 美寶父親             | 古天樂、劉若英 |
| 2008年 | 武俠梁祝                  | 祝公遠               | 蔡卓妍、吳尊 |
| 2010年 | 翡翠明珠                  | 皇上                 | 蔡卓妍、容祖兒、林峯、王祖藍                                                                                                 |
| 2010年 | 為你鍾情                  | 方穎芝父親           | 文詠珊、李治廷、黎明 |
| 2015年 | 落跑吧愛情                | 老船長（阿武的爸爸） | 任賢齊、舒淇、李國毅 |
| 2016年 | 我来自纽约                | 阿根（林春根）       | 宣萱、陳沁霖、陈智深 ∗第7屆澳門國際電影節最佳男主角                                                                          |
| 2017年 | 我来自纽约2之当我们在一起 | 阿根（林春根）       | 吴天瑜、陈沁霖、陈智深、谭俊彦                                                                                               |
| 2018年 | 一家大                    | 武老                 | 李思捷、林敏驄、錢小豪、元秋、蘇玉華、羅家英、廖偉雄、羅梓龍                                                                 |
| 2020年 | 大魚(網絡電影)            | 高軍                 | 付梦妮 |

### 電視劇
| 年份   | 劇名                  | 角色               |
| 1995年 | 包青天                | 包拯               |
| 1996年 | 廉政行動1996          | 張天任             |
| 1997年 | 保鑣                  | 趙天豪             |
| 1998年 | 廉政行動1998          | 張天任             |
| 2000年 | 九記飯館              | 羅雄（九哥）       |
| 2002年 | 替天行道              |                    |
| 2003年 | 雄心密令              |                    |
| 2003年 | 青龍好漢              | 林文豪（客串）     |
| 2003年 | 還珠格格3之天上人間   | 乾隆皇帝           |
| 2004年 | 俠影仙蹤              | 王羲之             |
| 2004年 | 巴黎戀歌              |                    |
| 2004年 | 候鸟e人               |                    |
| 2004年 | 楊門虎將              | 楊業               |
| 2005年 | 十封信：信是寓言      | 葉信恆             |
| 2010年 | 血色沉香              | 楚天舒             |
| 2010年 | 秦香蓮                | 包拯               |
| 2011年 | 逃亡者Plan.B          |                    |
| 2014年 | 永志我爱 / 台北有多远 | 2003年拍攝         |
| 2014年 | 刀之隊                |                    |
| 2019年 | 鄉村愛情11(網絡劇)    | 李奇偉             |
| 2020年 | 哪吒降妖記            | 太乙真人           |
| 2021年 | 大飯店傳奇(網絡劇)    | 高秋(2017年拍攝)   |
| 2025年 | 神探亨特詹            | 馬修士(2015年拍攝) |

## 榮獲獎項
| 年份   | 頒獎典禮               | 獎項             | 得獎作品   | 結果 |
| 1973年 | 第11屆金馬獎           | 優秀演技特别獎   | 刺馬       | 獲獎 |
| 1973年 | 第19屆亞洲影展         | 優異演技獎       | 刺馬       | 獲獎 |
| 1979年 | 第25屆亞洲影展         | 演技最突出男主角 | 冷血十三鷹 | 獲獎 |
| 1986年 | 第23屆金馬獎           | 最佳男主角       | 英雄本色   | 獲獎 |
| 1999年 | 第19屆香港電影金像獎   | 最佳男配角       | 流星語     | 獲獎 |
| 2007年 | 第12屆香港電影金紫荆獎 | 卓越成就獎       |            | 獲獎 |
| 2015年 | 第7屆澳門國際電影節    | 最佳男主角       | 我來自紐約 | 獲獎 |

## 外部連結
- 狄龙在互联网电影资料库（IMDb）上的資料（英文）
- 狄龙在香港影庫上的簡介
- 狄龙在豆瓣上的资料（简体中文）
- 狄龙在时光网上的簡介（简体中文）
- 在AllMovie上狄龙的頁面（英文）